# عمر أميرلاي
عمر أميرالاي (20 أكتوبر 1944 - 5 فبراير 2011) مخرج سينمائي سوري من مواليد دمشق. تتميّز أفلامه بنزعتها الانتقادية السياسية والاجتماعية، وقد كان له دور بارز في ربيع دمشق عام 2000.

## سيرته وأعماله
درس المسرح في جامعة «مسرح الأمم» في باريس عامي 1966-1967، ثمّ التحق بالمعهد العالي للدراسات السينمائية في باريس، لكنّه انقطع عن الدراسة بسبب أحداث الطلبة عام 1968. عاد إلى دمشق عام 1970. أسلوبه الفني مختلف عن غالبية المخرجين السوريين الذين درسوا في الاتحاد السوفييتي أو أوروبا الشرقية.
من أفلامه الوثائقية ثلاثية حول وادي الفرات. في فيلمه الأول محاولة عن سدّ الفرات، (1970)، إنتاج التلفزيون السوري، يوجّه أميرالاي تحيّة لأحد أكبر مشاريع التطوير السورية. لكنّه في فيلميه التاليين يتّخذ موقفاً نقديّاً واضحاً منه، كما في الحياة اليومية في قرية سورية (1974) الذي يبيّن فيه أميرالاي التأثير السلبي لبناء السدّ على حياة الأشخاص العاديين في إحدى القرى الواقعة على نهر الفرات، وفي زيارة ثانية للمكان عام 2003 حقّق أميرالاي فيلم  طوفان في بلد البعث، الذي حوى نقداً سياسياً لاذعاً لسياسة حزب البعث الحاكم في مجاليّ التربية والتعليم، والذي كان من المفترض أن يكون عنوانه «خمسة عشر سبباً لكرهي حزب البعث».
فيلم بارز آخر له بعنوان وهنالك أشياء كثيرة كان يمكن أن يتحدّث عنها المرء، حيث اعتمد فيه أميرالاي على مقابلة مطوّلة مع المسرحي السوري سعد الله ونوس وهو في أوج صراعه مع مرض السرطان. يقابل الفيلم بين شهادة ونوس ومشاهد من حروب سوريا مع إسرائيل، وهزيمة الـ 67، وزيارة السّادات لإسرائيل، والانتفاضة الفلسطينية الأولى حيث تحولت القضية الفلسطينية إلى جزء مركزي من حياة مثقفي جيل كامل، وانتهاءً بحرب الخليج الثانية.
ومن بين أفلامه أيضاً الرجل ذو النعل الذهبي عن الرئيس اللبناني الراحل رفيق الحريري.
عمل بعد العام 1980 في فرنسا لصالح محطّات تلفزيونية مختلفة؛ له أعمال سورية وعالمية حيث حقّق العديد من الأفلام التسجيلية الطويلة والقصيرة.
في حين حققت أفلام أميرالاي شهرة عالمية وعرضت في بعض من أهم المهرجانات المختصة بالسينما التسجيلية في العالم كمثل مهرجان امستردام الدولي للأفلام التسجيلية http://idfa.nl، منعت معظم أفلام أميرالاي من العرض في وطنه سوريا لأسباب رقابية. قبل وفاته بقليل، حمّل المخرج عدداً من أفلامه على موقع يوتيوب ليستطيع السوريوون مشاهدتها.

## وفاته
توفي في يوم السبت 5 شباط 2011 عن عمر يناهز الـ (67) عاماً إثر جلطة دماغية في بيته في دمشق.

## فيلموغرافيا
- فيلم محاولة عن سد الفرات (1970)
- الحياة اليومية في قرية سورية (1972)
- الدجاج (1977)
- عن ثورة (1978)
- مصائب قوم (1981)
- رائحة الجنة (1982)
- الحب الموءود (1983)
- فيديو على الرمال (1984)
- العدوّ الحميم (1986)
- سيّدة شيبام (1988)
- شرقي عدن (1988)
- إلى جناب السيّدة رئيسة الوزراء بينظير بوتو (1990)
- نور وظلال (1994)
- المدرّس (1995)
- في يوم من أيّام العنف العادي، مات صديقي ميشيل سورا... (1996)
- وهنالك أشياء كثيرة كان يمكن أن يتحدّث عنها المرء (1997)
- طبق السردين (1997)
- الرجل ذو النّعل الذهبي (1999)
- طوفان في بلاد البعث (2003)

## وصلات خارجية
- عمر أميرلاي على موقع IMDb (الإنجليزية)
- عمر أميرلاي على موقع ألو سيني (الفرنسية)
- عمر أميرلاي على موقع أول موفي (الإنجليزية)
- عمر أميرلاي على موقع قاعدة بيانات الأفلام السويدية (السويدية)
- عمر أميرلاي على موقع قاعدة بيانات الفيلم (الإنجليزية)
- عمر أميرلاي على موقع كينوبويسك (الروسية)
- روافد: حوار توثيقي مع عمر أميرلاي «الجزء الأول». العربية نت
- روافد: حوار توثيقي مع عمر أميرلاي «الجزء الثاني». العربية نت
- روافد: حوار توثيقي مع عمر أميرلاي «الجزء الثالث». العربية نت
- روافد: حوار توثيقي مع عمر أميرلاي «الجزء الرابع». العربية نت